# Sardou, ses plus grandes chansons
Albums de Michel Sardou
Io Domenico Concert 85
Sardou, ses plus grandes chansons est une compilation des plus grands succès de Michel Sardou parue en 1984 chez Tréma. Le second opus, Sardou, ses plus grandes chansons (volume 2) (1986), possède plusieurs titres déjà présents dans le premier volume.
Il contient des chansons parues entre 1977 et 1982 (albums La Java de Broadway, Je vole, Verdun, Victoria, Les Lacs du Connemara, Il était là).

## Titres

### Liste des pistes
| No  | Titre                     | Paroles                        | Musique                                        | Durée |
| --- | ------------------------- | ------------------------------ | ---------------------------------------------- | ----- |
| 1.  | Être une femme            | Michel Sardou - Pierre Delanoë | Jacques Revaux - Michel Sardou - Pierre Billon | 4:15  |
| 2.  | Si j'étais                | Michel Sardou                  | Jacques Revaux - Pierre Billon                 | 4:42  |
| 3.  | Je vole                   | Michel Sardou - Pierre Delanoë | Michel Sardou                                  | 5:01  |
| 4.  | Les Années trente         | Michel Sardou - Pierre Delanoë | Jacques Revaux                                 | 3:32  |
| 5.  | La Java de Broadway       | Michel Sardou - Pierre Delanoë | Jacques Revaux                                 | 4:07  |
| 6.  | Il était là (le fauteuil) | Michel Sardou - Pierre Delanoë | Jacques Revaux                                 | 4:12  |
| 7.  | Musica                    | Michel Sardou - Pierre Delanoë | Toto Cutugno                                   | 4:07  |
| 8.  | K7                        | Michel Sardou - Pierre Billon  | Jacques Revaux                                 | 4:45  |
| 9.  | Victoria                  | Pierre Delanoë                 | Jacques Revaux - Pierre Billon                 | 4:28  |
| 10. | Je viens du sud           | Michel Sardou - Pierre Delanoë | Jacques Revaux                                 | 4:03  |
| 11. | Dix ans plus tôt          | Michel Sardou - Pierre Billon  | Jacques Revaux                                 | 4:56  |
| 12. | En chantant               | Michel Sardou - Pierre Delanoë | Toto Cutugno                                   | 3:54  |
| 13. | Les Lacs du Connemara     | Michel Sardou - Pierre Delanoë | Jacques Revaux                                 | 6:02  |

## Crédits
- Arrangements :
- Ingénieur du son :
- Assistants :
- Mixage :
- Direction artistique : Jacques Revaux et Régis Talar
- Production : Jacques Revaux